# اريك كوفمان
اريك كوفمان هو عالم سياسة كندي، ولد في 11 مايو 1970.